# Eryngium pseudothorifolium
Eryngium pseudothorifolium är en flockblommig växtart som beskrevs av Juliette Contandriopoulos och Pierre Ambrunaz Quézel. Eryngium pseudothorifolium ingår i släktet martornar, och familjen flockblommiga växter. Inga underarter finns listade i Catalogue of Life.